# ランダル・ジャレル
ランダル・ジャレル(Randall Jarrell、1914年5月6日 - 1965年10月14日)は、アメリカ合衆国の詩人、文芸評論家、童話作家、小説家、エッセイスト。第11代の議会図書館詩文顧問(Consultant in Poetry、現在の議会図書館桂冠詩人制度の前身)であった。

## 経歴
ジャレルは、テネシー州ナッシュビルで生まれ育ち、地元のヴァンダービルト大学を卒業した。ヴァンダービルト大学では、フュージティヴ派(Fugitives)の詩人たちと知り合いになった。ヴァンダービルト大学で教鞭を執っていた評論家ジョン・クロウ・ランサムがオハイオ州ガンビアのケニオン大学へ移ると、ジャレルはその後を追うようにケニオン大学に進み、アルフレッド・エドワード・ハウスマンについて修士論文を執筆した。当時、ジャレルと同部屋だったのが詩人ロバート・ローウェルで、ふたりはジャレルの死まで終生よき友人、同僚であり続けた。ロウエルの伝記を書いた詩人ポール・マリアーニによれば、当時まだ23歳ながら聡明さと自信に満ちていた「ジャレルは、(ローウェルが)同世代の人物に本物の畏敬の念をもった最初の相手であった」という。
1938年、ヴァンダービルト大学から修士号を得たジャレルは、1939年から1942年までテキサス大学オースティン校で教鞭をとり、ここで最初の妻マッキー・ランガムと出会った。1942年には大学を辞めてアメリカ陸軍航空軍(アメリカ空軍の前身)に加わった。ジャレルの死亡記事によれば「航空士官候補生を振り出しに、天文航法塔のオペレータ(Celestial Navigation Tower Operator)になったが、この肩書きは彼が空軍で一番詩的だと考えていたものだった」という。ジャレルの初期の詩は、陸軍航空軍における戦時下の経験を主題として取り上げることがしばしばあった。
ジャレルの死亡記事によれば、「軍から除隊後、ニューヨーク州ブロンクスビルのサラ・ローレンス大学教員となったが、一年後にはノースカロライナ州グリーンズボロのノースカロライナ大学女子カレッジ(Woman's College of the University of North Carolina)に英語の準教授として赴任し、現代詩と創作を教えるようになった」とされている。
ジャレルは生前に、1947年から1948年にかけてのグッゲンハイム・フェローシップ、1951年のアメリカ芸術院 の奨学資金、1961年の全米図書賞(詩部門)など、数多くの賞を受賞した。
1965年10月14日、夕暮れ時にノースカロライナ州チャペルヒルの道を歩いていたジャレルは、自動車事故に遭い死亡した。検死官は事故死と判定したが、当時ジャレルが精神科の治療を受けており、以前に自殺未遂を一度していたことから、ジャレルの身近にいた人々の一部には、自殺だったのではないかという疑いが残った。ジャレルの死後1週間ほどして書かれた、エリザベス・ビショップ宛のロバート・ロウエルの書簡には、「(ジャレルの死が)事故だった可能性は小さい...僕は自殺だったと思っているし、彼のことを知っていた連中はみんなそう思っている」と記されていた。しかし、1952年に結婚していたジャレルの2人目の妻メアリー(Mary)は、ジャレルは事故で死んだという立場を崩さなかった。
1966年2月28日、イェール大学でジャレルの栄誉を讃える追悼ミサが行われた際には、ロバート・ロウエル、リチャード・ウィルバー、ジョン・ベリーマン、スタンリー・クニッツ、ロバート・ペン・ウォーレンなど有名な詩人たちが参列し、スピーチをした。この模様を報じた『ニューヨーク・タイムズ』紙はロウエルの言葉を引きながら、「『私たちの時代の最も胸を打つ詩人』...『第二次世界大戦について英語で書かれたものとしては最も優れた詩』を書いた」と記した。
2004年、ナッシュビル大都市圏歴史委員会(the Metropolitan Nashville Historical Commission)は、ジャレルの栄誉を顕彰する標識を、母校Hume-Fogg High Schoolに設置することを承認した。

## 作品
陸軍航空軍に入った1942年に出版されたジャレルの処女詩集『Blood from a Stranger』は、W・H・オーデンの強い影響が表れているものだった。ジャレルは短期間、パイロットとして働いたが、程なくして航空教官に転じた。ジャレルの2冊目と3冊目の本、1945年の『Little Friend, Little Friend』と1948年の『Losses』は陸軍での経験が色濃く反映されている。ジャレルがオーデンの影響を脱して、自分自身のスタイルと詩作についての哲学を展開させはじめたのはこの2冊からであり、その内容は後年の評論文にしばしば表れることになる。「The Death of the Ball Turret Gunner」は、ジャレルの戦争詩で最も有名なものであり、各種のアンソロジーに収録されていることが多い。この詩では、兵士を、無垢な、子どものような存在として描き、戦争への非難の矛先は「国家」に向けられている。
しかし、この時期のジャレルは、詩人としてよりも、文芸評論家として名声を得ていた。『ニュー・リパブリック (The New Republic)』誌に評論を掲載してもらったことをきっかけにエドマンド・ウィルソンと出会ったジャレルは、たちまち仲間の詩人たちに辛辣なユーモアを浴びせる評論家となった。戦争が終わると、ジャレルの評論は変化し始め、より積極的な面を強調するようになる。ジャレルが、ロバート・ロウエルやエリザベス・ビショップ、ウィリアム・カルロス・ウィリアムズ(William Carlos Williams)たちを評価したことは、彼らがアメリカを代表する重要な詩人たちであるという評判を確立ないしは再生させる助けとなった。そうした詩人たち、友人たちも、そのお返しをすることもよくあり、例えば、ロウエルは1951年のジャレルの詩集『The Seven League Crutches』の書評を書いている。そこでロウエルは、ジャレルのことを「40歳以下では最も才能に恵まれた詩人であり、その機智、哀感、洗練は同時代の人物よりも、むしろポープやマシュー・アーノルドを連想させる」と紹介している。また、同じ書評の中でロウエルは、ジャレルの処女詩集『Blood from a Stranger』のことを「オーデンの作風による力技」と評している。その数年後、ジャレルの『Selected Poems』の書評を書いた、友人でもある詩人カール・シャピロ(Karl Shapiroは、ジャレルを「偉大なる現代のライナー・マリア・リルケ」となぞらえて、この本は「我々の詩作によえい影響を与えることになろう。若い詩人たちのみならず、20世紀の詩を読むすべての読者にとって、本書は参照点となるべき1冊である」と記している。
ジャレルはまた、彼自身にも大きな影響を与えたロバート・フロストをはじめ、ウォルト・ホイットマン、マリアンヌ・ムーア(Marianne Moore)、ウォレス・スティーヴンス(Wallace Stevens)などの評論文でもよく知られており、その大部分は1953年の『Poetry and the Age』に収録されている。ジャレルは、彼の世代において最も如才ない詩の評論家であったと多くの研究者たちに目されている。1979年に、作家で詩人のピーター・リーヴァイ(Peter Levi)は、インタビューの中で若い書き手への助言として、「どんなアカデミックな評論家よりも、ランダル・ジャレルに注目しなさい」と述べた。
それまで、必ずしも十分ではなかったジャレルの詩人としての評価は、1960年に詩集『The Woman at the Washington Zoo』が出版され、全米図書賞を受けたことによって確立された。1965年に出た最後の詩集『The Lost World』はこの評価をさらに確固たるものとした。この本の主題となったのは、ジャレルが好んだテーマのひとつである、子どものころの思い出であった。ジャレルは風刺小説も手がけており、1954年にはサラ・ローレンス大学(作中に登場する架空の「ベントン大学」のモデル)での教員経験を基にした『Pictures from an Institution』が発表され、1955年の全米図書賞にノミネートされた。さらに、晩年には童話も数点手がけ、1964年の『詩のすきなコウモリの話 (The Bat-Poet)』と1965年の『陸にあがった人魚のはなし (The Animal Family)』は評価が高い。翻訳では、ライナー・マリア・リルケなどの詩多数、アントン・チェーホフの戯曲1本、グリム童話数点を残している。ジャレルは、現在の議会図書館桂冠詩人に相当する議会図書館詩文顧問を1956年から1958年まで務めた。

## 著書
- Blood for A Stranger. NY: Harcourt, 1942.
- Little Friend, Little Friend. NY: Dial, 1945.
- Losses. NY: Harcourt, 1948.
- The Seven League Crutches. NY: Harcourt, 1951.
- Poetry and the Age. NY: Knopf, 1953.
- Pictures from an Institution: A Comedy. New York: Knopf, 1954
- Selected Poems. New York: Knopf, 1955.
- The Woman at the Washington Zoo: Poems and Translations. New York: Atheneum, 1960.
- A Sad Heart at the Supermarket: Essays & Fables. NY: Atheneum, 1962.
- Selected Poems including The Woman at the Washington Zoo. NY: Macmillan, 1964.
- The Bat-Poet. Pictures by Maurice Sendak. NY: Macmillan, 1964. - 長田弘訳『詩のすきなコウモリの話』岩波書店、1989年
- The Gingerbread Rabbit.  Illustrated by Garth Williams.  NY: Random House, 1965.  - 長田弘訳『はしれ！ ショウガパンうさぎ』岩波書店、1979年
- The Lost World. NY: Macmillan, 1965.
- The Animal Family. Illustrated by Maurice Sendak. NY: Pantheon Books, 1965.  - 出口保夫訳『陸にあがった人魚のはなし』評論社、1981年
- Randall Jarrell, 1914-1965. Edited by Robert Lowell, Peter Taylor, and Robert Penn Warren. NY: Farrar, Strauss, and Giroux, 1968.
- The Third Book of Criticism. NY: Farrar, Straus & Giroux, 1969.
- The Complete Poems. NY: Farrar, Strauss & Giroux, 1969.
- Fly by Night. Illustrated by Maurice Sendak. NY: Farrar, Straus & Giroux, 1976. - 長田弘訳『夜、空を飛ぶ』みすず書房、2000年
- Kipling, Auden & Co.: Essays and Reviews, 1935-1964. NY: Farrar, Straus and Giroux, 1979.
- Randall Jarrell's Letters: An Autobiographical and Literary Selection. edited by Mary Jarrell and Stuart Wright. Boston: Houghton Mifflin, 1985.
- Selected Poems. Edited by William Pritchard. NY: Farrar, Straus, & Giroux, 1990.
- No Other Book: Selected Essays. Edited by Brad Leithauser. NY: HarperCollins, 1995.
- Randall Jarrell on W.H. Auden. Edited by Stephen Burt with Hannah Brooks-Motl. NY: Columbia University Press, 2005.

- 松本典久訳『ランダル・ジャレル詩集』近代文芸社、1983年